# Pyranthrene flammans
Pyranthrene flammans is een vlinder uit de familie wespvlinders (Sesiidae), onderfamilie Sesiinae.
Pyranthrene flammans is voor het eerst wetenschappelijk beschreven door Hampson in 1919. De soort komt voor in het Afrotropisch gebied.